# 엽문 4: 종극일전
《엽문 4: 종극일전》(중국어 간체자: 叶问：终极一战, 정체자: 葉問：終極一戰, 병음: Yè Wèn: Zhōngjí Yī Zhàn)은 2019년 12월 20일에 개봉된 홍콩의 영화이다.

## 출연

### 주연
- 견자단
- 황이진
- 증지위
- 질리안 청

### 조연
- 진소춘
- 원영의
- 두우항
- 진가환
- 저우추추